# Софіївка (Столинський повіт)
Софіївка — колишня німецька колонія на території сучасного Сарненського району Рівненської області України. Припинила існувати в 1939—1946-х роках.[⇨] У 1921 році в колонії мешкала 181 особа, здебільшого німці-протестанти.[⇨] У поселенні діяли молитовний дім і школа.

## Назва
Поселення назване на честь Софії з Борейків Руліковських, доньки засновника колонії Вацлава Борейка. Згадується як Софіївка, Софиївка, Софіївка Висоцька. Польською мовою згадується як Zofjówka, Zofiówka, російською — як Софіевка, Софійская.

## Географія
Софіївка розташовувалася за 2-3 км від містечка Висоцьк та за 162-164 км від Рівного, на лівому березі річки Горинь, поблизу села Удрицьк.

## Історія
У 1805 році власник Висоцька, шляхтич Павло Вигоновський, продав містечко маршалкові шляхти Рівненського повіту Вацлаву Борейку, який й заснував у 1805 році (за іншими даними — у 1811 році) колонію, поселивши на східній околиці Висоцька голландських «нижніх» менонітів (по-місцевому голєндри), і назвав її Софіївкою, на честь своєї доньки Софії. Того ж 1805 року Висоцьк з Мінської губернії переданий до складу Рівненського повіту Волинської губернії. За даними дослідника А. Вороніна колонію заснували вихідці з Пруссії. Засновник колонії виділив колоністам значну кількість луків. Колоністи займалися землеробством, розведенням великої рогатої худоби та коней і виробництвом сирів. У Садибі («Бродець») діяла гуральня.
У липні 1866 року на території колонії знайдено скарб вагою 4 фунти, який становили срібні 3 брансолети, 1 гривна київського типу (монета) та 12 монетних гривен у вигляді довгих штабок з нарізами, на одній з монет була літера «Х», на інші — напис «МЛ». Скарб знайшов колоніст Й. Брендель на землі, орендованій ним у поміщиці Б. Глембицької, і передав владі, яка невдовзі надіслала знахідку представникам імператорської археологічної комісії, що здала її на зберігання до Ермітажу. Бренделю за знаходження скарбу було виплачено 222 рублів, проте після цього поміщиця подала на колоніста до суду з вимогою віддати їй як законній власниці землі скарб або гроші. Зрештою, попри доводи колоніста про право на отримання винагороди, рішення суду було ухвалене на користь Глембицької, що зобов'язувало Бренделя повною мірою виплатити нагороду поміщиці.
До 1917 року колонія входила до складу Висоцької волості Рівненського повіту Волинської губернії Російської імперії. У 1918—1920 роки нетривалий час перебувало в складі Української Народної Республіки. Під час революційних подій 1917—1920 років у Софіївці створений сільревком, до складу якого входили: голова — Филь Фридрих, заступник — Барц Ернст, секретар — Вонж Йоган Корнійович.
У 1921—1939 роки входила до складу Польщі. У 1921 році колонія входила до складу гміни Висоцьк Сарненського повіту Поліського воєводства Польської Республіки. 1 січня 1923 року розпорядженням Ради Міністрів Польщі Висоцька гміна вилучена із Сарненського повіту і включена до Столинського повіту. У 1935 році колонія належала до однойменної громади гміни Висоцьк Поліського воєводства.
З 1939 року — у складі УРСР. 29 грудня 1939 року голландські колоністи Софіївки (40 родин) добровільно виїхали до Німеччини. Радянська влада почала процес колективізації з колонії Софіївка та земель польських осадників — 1 квітня 1940 року на основі їхніх земель, худобі та майна була утворена сільськогосподарська артіль ім. Леніна. На території колгоспу, на хуторі «Йорїха», діяв садок-ясла. 20 грудня 1940 року в урочищі Софіївка відкрито школу для дітей колгоспників. В адміністративно-територіальному устрої Висоцького району Ровенської області станом на 1946 рік населений пункт з такою назвою відсутній.

## Населення
Станом на 1859 рік, на поміщицькій колонії Софіївці (Голендри) налічувалося 25 дворів та 137 жителів (66 чоловіків і 71 жінка), усі лютерани.
Станом на 1868 рік у колонії було 24 будинки та 182 мешканці (91 чоловік та 91 жінка). Наприкінці XIX століття в колонії налічувалося 29 домів та мешкало 173 жителі. Станом на 1906 рік у колонії було 50 дворів та мешкало 163 особи.
Станом на 10 вересня 1921 року в колонії налічувалося 30 будинків та 181 мешканець, з них:
- 93 чоловіки та 88 жінок;
- 152 євангельські християни, 28 православних та 1 римо-католик;
- 151 німець, 13 українців, 9 поляків та 8 осіб іншої національності.

## Релігія
До 1914 року в колонії діяла лютеранська кірха. Лютеранська громада належала до парафії Житомир-Тучин і Рівного. Католицька громада колонії в 1938 році належала до парафії Домбровиці.

#### Мапи
- Історичний Атлас України / Гол. ред. Л. Винар; Упорядн.: І. Тесля, Е. Тютько. Українське історичне товариство. — Монреаль; Нью-Йорк; Мюнхен, 1980. — 182 с.